# Great Love Themes
Great Love Themes è il 24° album di Julian Cannonball Adderley, pubblicato dalla Capitol Records nel 1966.

## Tracce
Lato A
1. Somewhere – 2:50 (Leonard Bernstein)
2. The Song Is You – 3:14 (Jerome Kern, Oscar Hammerstein II)
3. Autumn Leaves – 3:27 (Jacques Prévert, Joseph Kosma, Johnny Mercer)
4. I Concentrate on You – 3:40 (Cole Porter)
5. This Can't Be Love – 2:37 (Lorenz Hart, Richard Rodgers)

Durata totale: 15:48
Lato B
1. Stella by Starlight – 3:04 (Victor Young, Ned Washington)
2. Morning of the Carnival (Manhã de Carnaval) – 2:37 (Luis Bonfà, Antonio Maria)
3. The End of a Love Affair – 4:26 (Edward C. Redding)
4. So in Love – 3:38 (Cole Porter)

Durata totale: 13:45

## Musicisti
- Julian Cannonball Adderley - sassofono alto
- Ray Ellis - arrangiamenti, conduttore musicale
- Nat Adderley - cornetta
- Joe Zawinul - pianoforte
- Herbie Lewis - contrabbasso
- Roy McCurdy - batteria
- Personale d'orchestra sconosciuto